# Salzgitter

Salzgitter este un oraș în landul Saxonia Inferioară, Germania.